# Martin Zeno
Martin Gilbert Zeno (Sulphur, 15 novembre 1985) è un ex cestista statunitense.

## Palmarès

### Squadra
- Campionato cipriota: 1

APOEL Nicosia: 2008-09
- Campionato finlandese: 2

Nilan Bisons: 2011-12, 2012-13
- Campionato rumeno: 2

CSM Oradea: 2015-16, 2017-18

### Individuale
- Korisliiga MVP straniero: 1

Bisons Loimaa: 2012-2013